# Rippita
La rippita és un mineral de la classe dels silicats.

## Característiques
La rippita és un silicat de fórmula química K₂(Nb,Ti)₂(Si₄O₁₂)O(O,F). Va ser aprovada com a espècie vàlida per l'Associació Mineralògica Internacional l'any 2016. Cristal·litza en el sistema tetragonal i presenta un nou tipus d'estructura.

## Formació i jaciments
Va ser descoberta a Chuktukonskoe, al krai de Krasnoiarsk que es troba al Districte Federal de Sibèria (Rússia). Es tracta de l'únic indret on ha estat descoberta aquesta espècie mineral.